# Gargas, Haute-Garonne
Gargas là một xã thuộc tỉnh Haute-Garonne trong vùng Occitanie ở tây nam nước Pháp. Xã nằm ở khu vực có độ cao trung bình 170 mét trên mực nước biển.

## Di tích

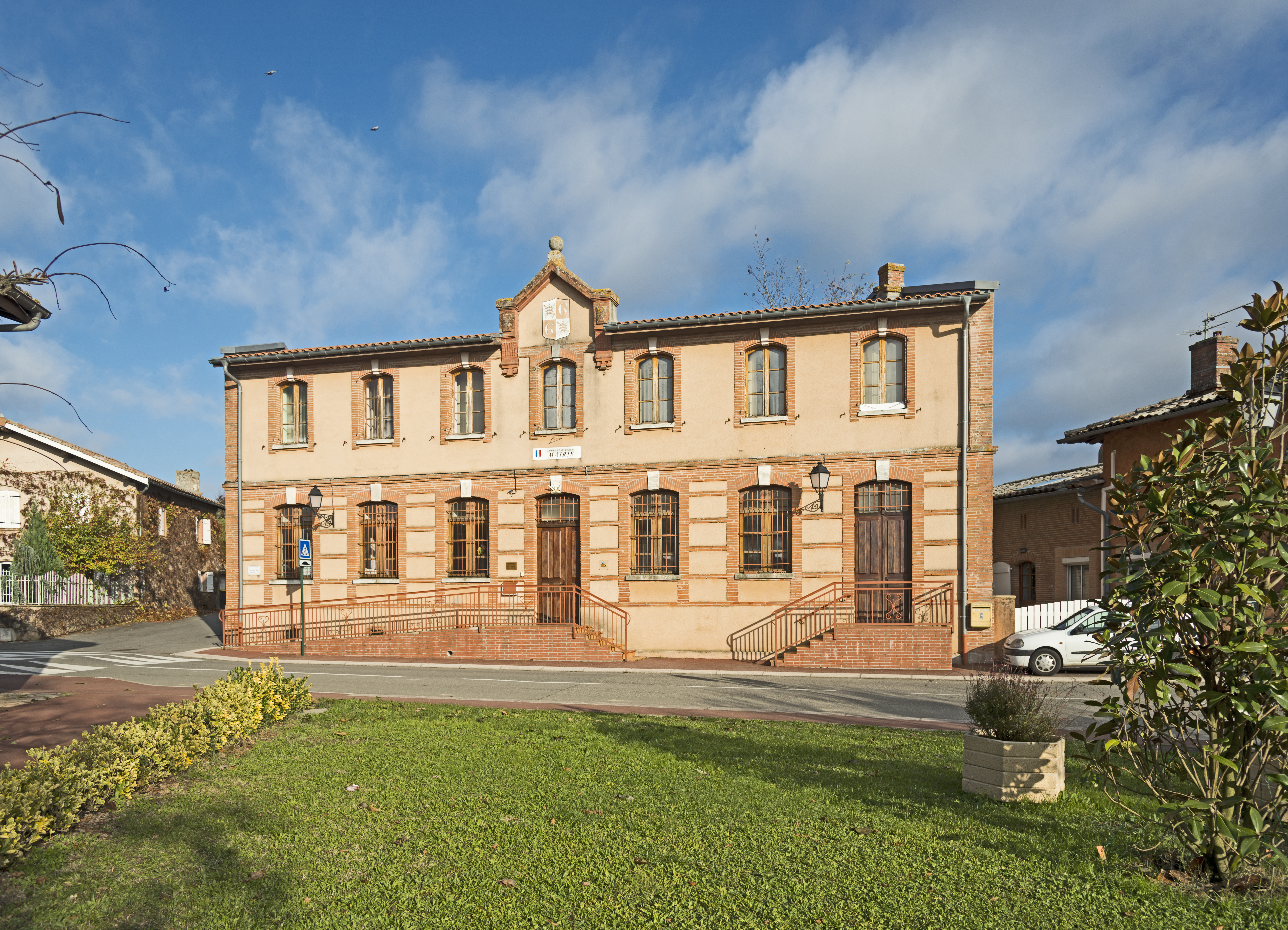
Thị trưởng.
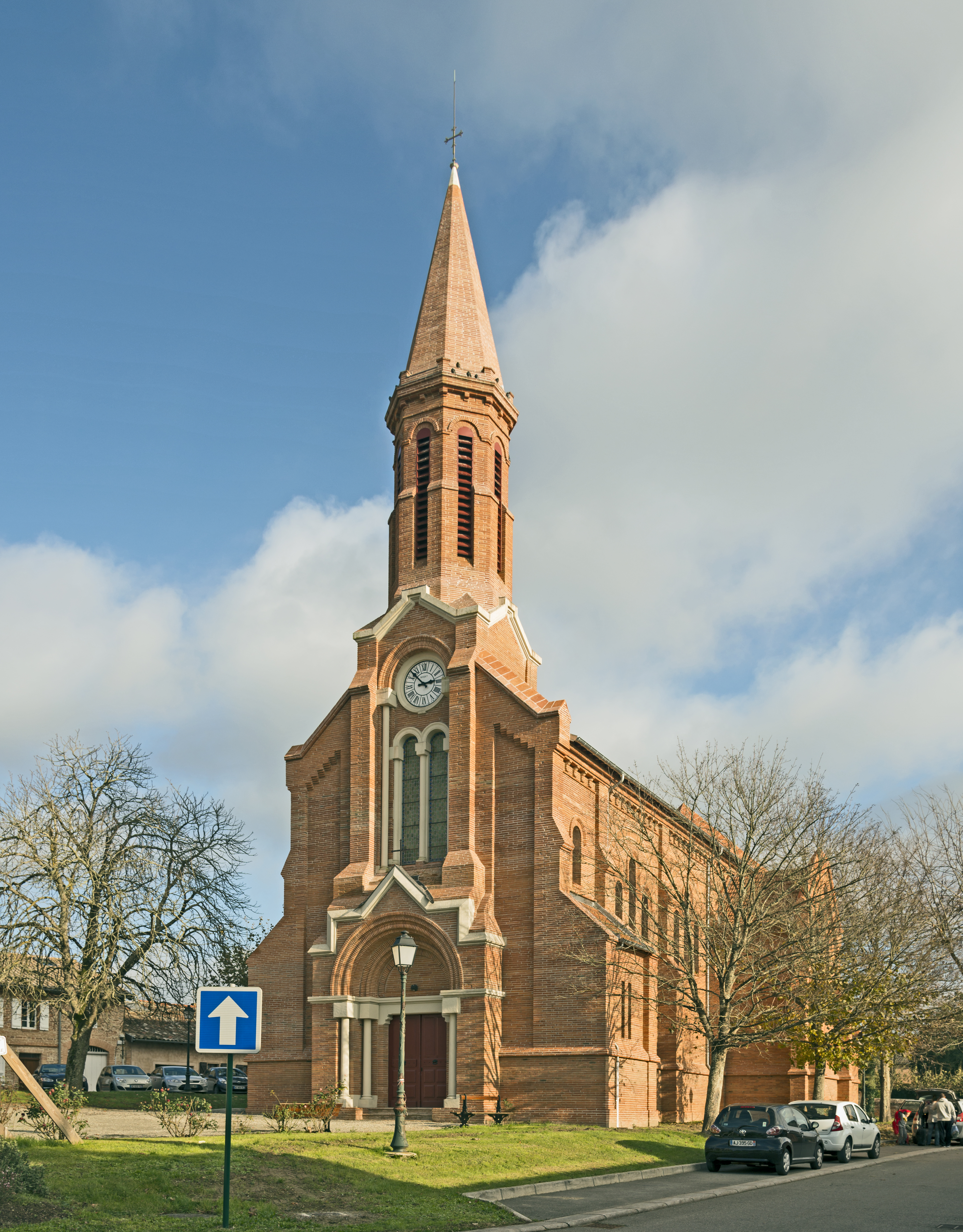
Nhà thờ.